# 伍德維爾 (加利福尼亞州)
伍德維爾（英語：Woodville）是位於美國加利福尼亞州圖萊里縣的一個人口普查指定地區。

## 地理
伍德維爾的座標為36°05′31″N 119°12′00″W / 36.09194°N 119.20000°W，而該地最高點為海拔高度103米（即338英尺）。

## 人口
根據2010年美國人口普查的數據，伍德維爾的面積為11.270平方千米，當中陸地面積為11.270平方千米，而水域面積為0.000平方千米。當地共有人口1740人，而人口密度為每平方千米154人。